# Cory Luebke
Cory Luebke (né le 4 mars 1985 à Coldwater, Ohio, États-Unis) est un lanceur gaucher de baseball. Il a fait ses débuts dans les Ligues majeures pour les Padres de San Diego durant la saison 2010. Il n'a pas joué depuis avril 2012 en raison de blessures.

## Carrière
Cory Luebke est un choix de première ronde des Padres de San Diego en 2007.
Il joue avec l'équipe des États-Unis à la Coupe du monde de baseball 2009. Durant le tournoi, il frôle un match sans point ni coup sûr, qu'il perd en huitième manche, dans une victoire de 8-0 des Américains sur le Canada. Il est le lanceur partant pour son pays en grande finale contre Cuba mais ne reçoit pas la décision dans la victoire des États-Unis.
Luebke fait ses débuts dans les majeures pour San Diego le 3 septembre 2010. Il savoure sa première victoire dans les majeures après avoir blanchi les Dodgers de Los Angeles sur deux coups sûrs en six manches le 8 septembre, à son deuxième match. En quatre matchs, dont trois comme lanceur partant, pour les Padres en fin d'année, il réussit 18 retraits sur des prises en 17 manches et deux tiers au monticule.
En 2011, Luebke alterne entre la rotation de partants des Padres et leur enclos de relève. Il dispute 46 parties, dont 17 comme partant, et affiche une bonne moyenne de points mérités de 3,29 avec 154 retraits sur des prises en 139,2 manches lancées. Il remporte 6 victoires contre 10 défaites avec une équipe qui est parmi celles éprouvant le plus de difficulté en offensive cette année-là.
Il effectue cinq départs en avril 2012 et affiche une excellente moyenne de points mérités de 2,61 après 31 manches au monticule, ayant remporté 3 victoires contre une défaite. Mais il doit subir une opération de type Tommy John au coude gauche en mai 2012, ce qui met fin à sa saison et le met hors compétition pour toute l'année 2013. Au printemps 2014, un examen révèle qu'une seconde opération du même genre est nécessaire, retardant à nouveau le retour au jeu du gaucher.
Il effectue un retour en 2015 après près de 3 ans d'absence, lançant en ligues mineures avec des clubs affiliés aux Padres de San Diego, mais sans rejoindre les majeures. Le 11 février 2016, il signe un contrat des ligues mineures avec les Pirates de Pittsburgh.